# Хаджи Калфа
Мустафа бен Абдуллах Кятиб Челеби (1609-1657), повече познат в българската историография като Хаджи Калфа е водещ османски историограф, учен и писател от първата половина на XVII век. Автор на 22 труда, той завещава на науката богато наследство в различни области на знанието – теология, юриспруденция, политика, литература, география, история и библиография. 

## Биография
Хаджи Кятиб Челеби получава прозвището Калфа получил във връзка с длъжността си в контролното бюро на конните войски. Основното му съчинение е Джиханума („Огледало на света“), което съдържа описание на азиатските територии на Османската империя,отпечатано през 1732 г. от Басмаджи Ибрахим в Цариград.
Съчинението на Хаджи Калфа, в което са описани Румелийското и Босненското берлербейство е открито в Австрия, като по-късно са открити и други преписи в Цариград. За написването на своето съчинение той трупа лични впечатления при пътуването си около 1648, а също така черпи сведения от различни документи в Цариград, като например описът на военните окръзи и войниците в цялата империя, съставен по заповед на Великия везир Куюучу Мурат паша. В своя пътепис Хаджи калфа оставя важни сведения за историята на днешените Берковица, Бургас, Гоце Делчев, Ловеч, ‎Оряхово, Русе, Самоков, Сирищник, Харманли, Хоталич, Лудогорието и Мървашко.